# James Cotton
James Cotton (Tunica, Mississippi, 1935. július 1. – Austin, Texas, 2017. március 16.) amerikai blues szájharmonikás.

## Élete
A James Cotton Blues Band vezetője volt, amely később James Cotton Trio néven működött. Olyan zenészekkel dolgozott együtt mint Muddy Waters, Howlin 'Wolf, Sonny Boy Williamson, Janis Joplin és a Led Zeppelin.
1984-ben a High Compression, 1987-ben a Take Me Back albuma kapott Grammy-díj jelölést. Az 1996-os Deep in the Blues albumért 1997-ben Grammy-díjat kapott Joe Louis Walkerrel és Charlie Hadennel együtt az év legjobb blues albuma kategóriában. 2006-ban beválasztották a Blues Hall of Fame tagja közé.

## Diszkográfia
- Late Night Blues (1967)
- The James Cotton Blues Band (1967)
- Cut You Loose! (1968)
- Pure Cotton (1968)
- Cotton in Your Ears (1968)
- Taking Care of Business (1970)
- 100% Cotton (1974)
- High Energy (1975)
- Live & On the Move (1976)
- Two Sides of the Blues (1984)
- High Compression (1984)
- Dealin' with the Devil (1984)
- Live from Chicago Mr. Superharp Himself (1986)
- Live & on the Move, Vol. 2 (1986)
- Take Me Back (1987)
- Live at Antone (1988)
- Harp Attack! (1990)
- Mighty Long Time (1991)
- 3 Harp Boogie (1994)
- Living the Blues (1994)
- Best of the Verve Years (1995)
- Deep in the Blues (1996)
- Feelin' Good (1996)
- Seems Like Yesterday: Collectors Classics (1998)
- Superharps (1999)
- Best of the Vanguard Years (1999)
- Fire Down Under the Hill (2000)
- It Was a Very Good Year (2001)
- Midnight Creeper (2002)
- 35th Anniversary Jam of the James Cotton Blues Band (2002)
- One More Mile (2002)
- Feelin' Good (2003)
- Got My Mojo Workin' (2003)
- Live & On the Move (2003)
- Extended Versions (2004)
- Baby, Don't You Tear My Clothes (2004)
- Dealing with the Devil (2004)
- V-8 Ford Blues (2005)
- Vanguard Visionaries (2007)
- 100% Cotton (2009)
- Giant (2010)
- How Long Can A Fool Go Wrong (2011)
- Cotton Mouth Man (2013)

## Díjak
- Grammy-díj
- Blues Hall of Fame

## További információ
- Hivatalos oldal
- James Cotton az Internet Movie Database-ben (angolul)